# Mare de Tizi
Il Mare de Tizi (noto anche come lago Tizi o Tisi) è un lago temporaneo situato nella prefettura di Vakaga, nel nord della Repubblica Centrafricana. Forma parte del confine con il Ciad, circa un chilometro ad ovest del triangolo di confine con il Sudan. Il lago è lungo 6 km e largo 0,5 km. Le sue acque confluiscono nello Chari attraverso un affluente del Bahr Aouk.
Dal momento che in questa zona il corso dell'Aouk non è ben definito, come confine tra i due paesi è stato scelto il lago, che costituisce un buon ostacolo naturale.